# Bjärehalvön

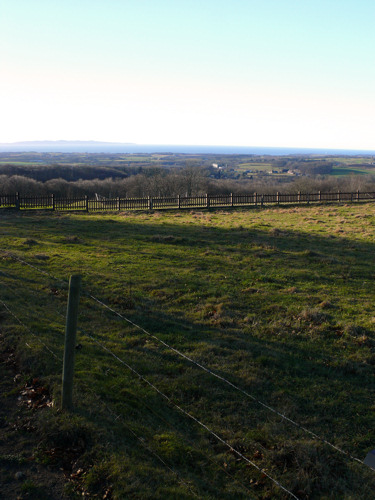
Krajobraz półwyspu Bjärehalvön. W głębi wyspa Hallands väderö

Bjärehalvön – półwysep w południowej Szwecji, położony w północno-zachodniej części Skanii. Półwysep otoczony jest wodami Kattegatu (zatoki Skälderviken od południa i Laholmsbukten od północy). Jego wybrzeże rozciąga się od ujścia rzeki Rönne å (niedaleko Ängelholm) na południu, do okolic Båstad na północy. 
Położony w granicach gminy Båstad oraz północno-zachodniej części gminy Ängelholm, półwysep Bjärehalvön dzięki swojej przyrodzie, licznym polom golfowym i innym atrakcjom jest odwiedzany co roku przez ponad milion turystów. Półwysep, dzięki sprzyjającemu klimatowi, słynie także z uprawy bardzo wczesnych odmian ziemniaków.
Niektóre miejscowości położone na półwyspie: Båstad, Vejbystrand, Förslöv, Torekov, Grevie, Östra Karup, Västra Karup.